# Gregorio Flores
Gregorio Flores – wenezuelski zapaśnik walczący w stylu klasycznym. Czwarty na igrzyskach panamerykańskich w 1979. Zdobył brązowy medal na igrzyskach Ameryki Środkowej i Karaibów w 1982. Mistrz igrzysk boliwaryjskich w 1981 roku.